# Монастир Санта-Роза (Арекіпа)

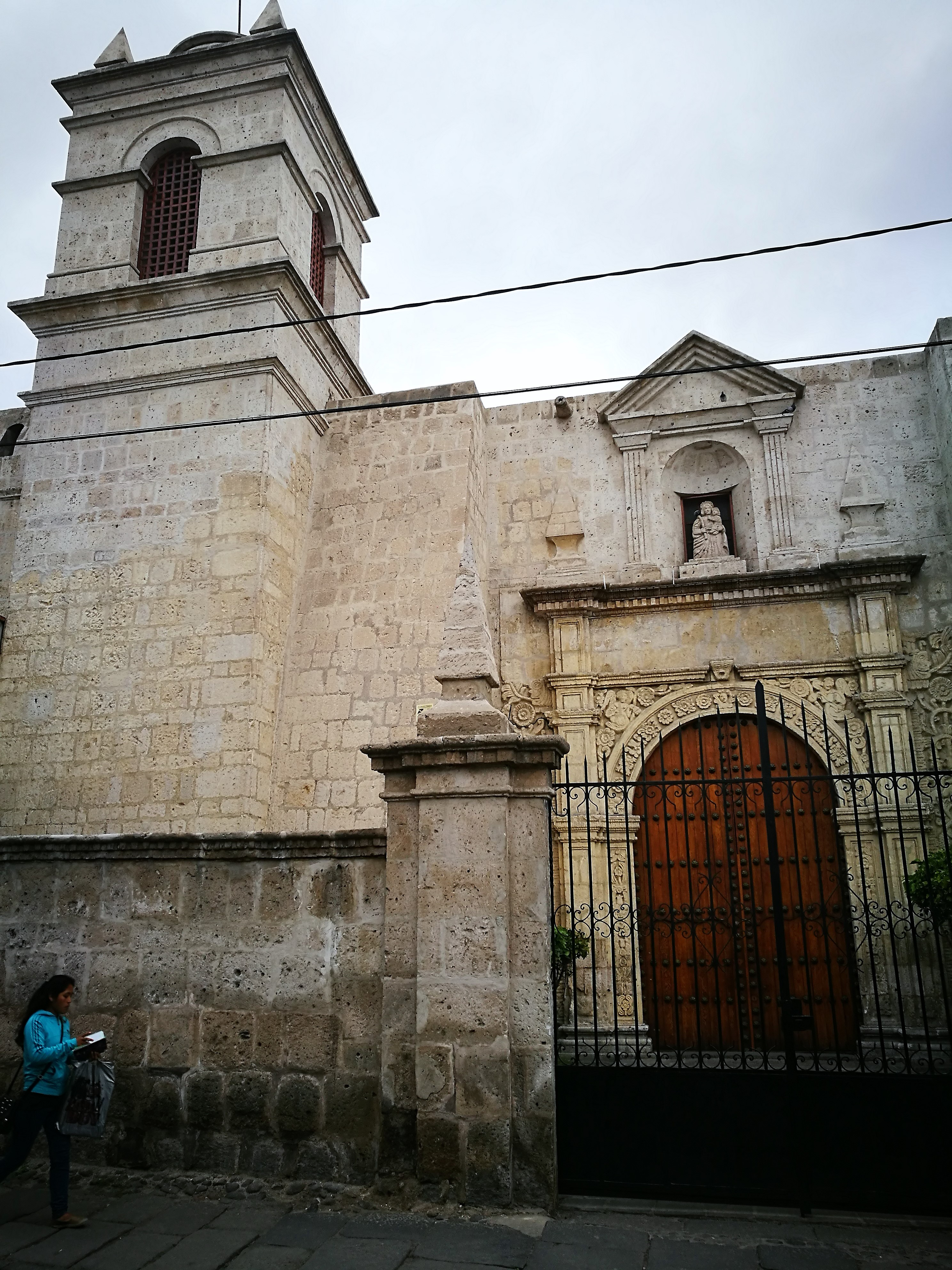
Фасад

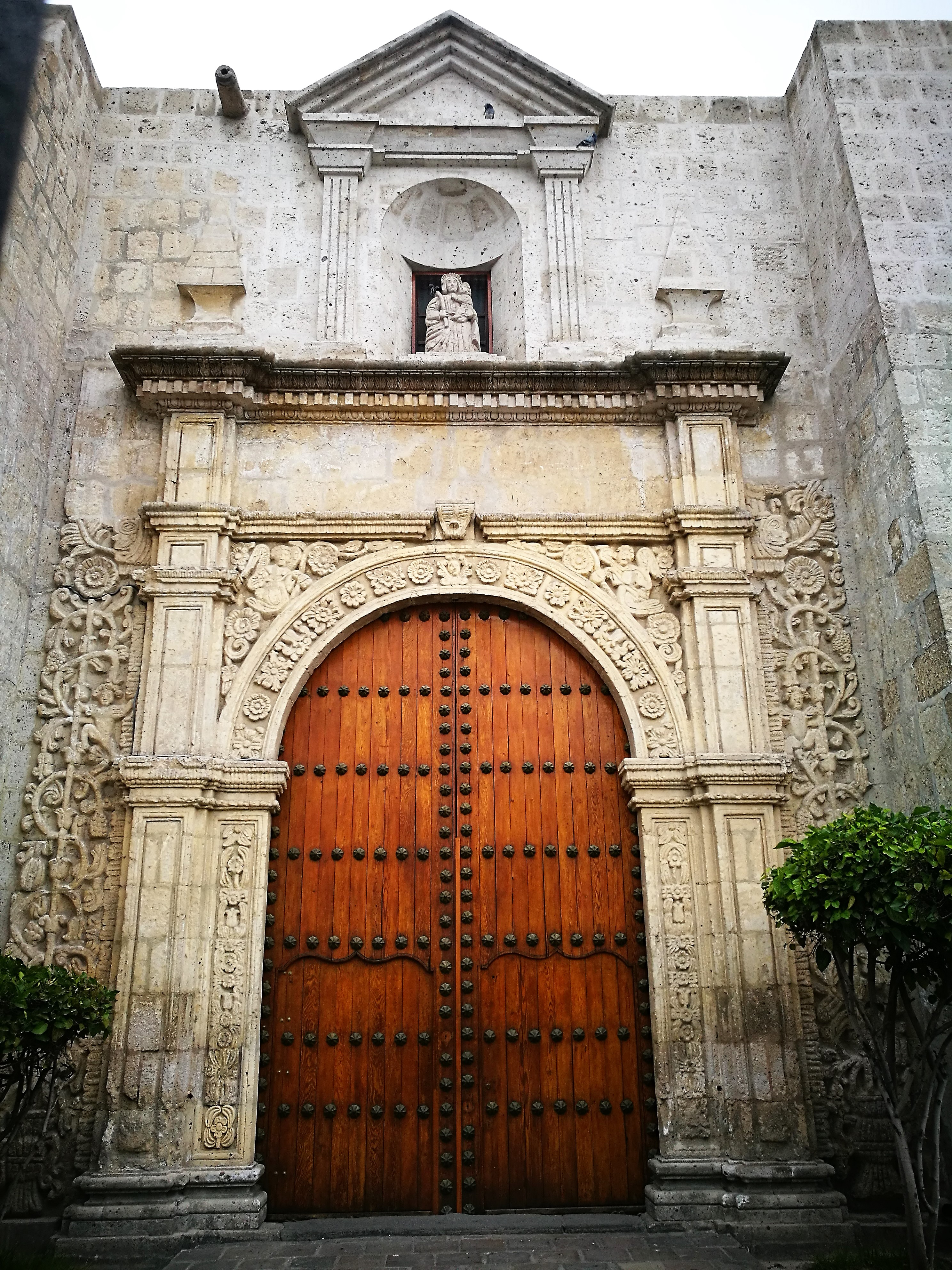
Портал

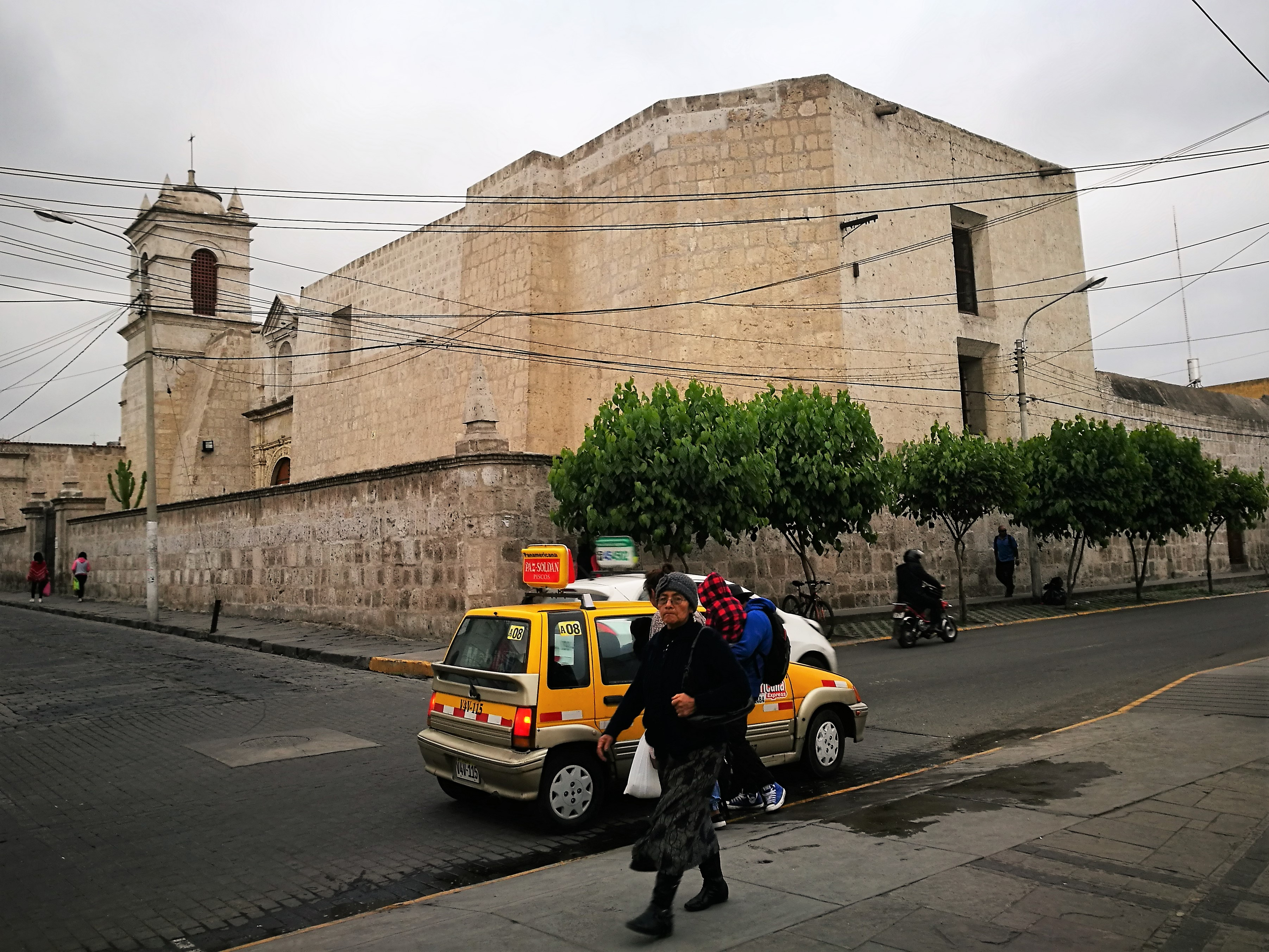
Бічний фасад

Монастир Санта-Роза Арекіпа (ісп. Monestir de Santa Rosa des del carrer Santa Rosa d'Arequipa) — комплекс культових і господарських будівель ченців у Перу.

## Архітектура
Монастир побудований з туфу, з білого вулканічного каменю та каліканто. Головний вхід має вежу, дзвіницю та портал з різьбленого туфу, розташований на вулиці Сан-Педро. Двері відкривають доступ до головного нефа, де відправляється меса. З боку пасажу  є вихід у внутрішній двір, який також має різьблений портал та магазин, де пропонуються солодощі, виготовлені монахинями.

## Історія
Монастир був побудований завдяки фінансуванню дона Хосе Алькасара і Падільї та доньї Марії Пеньялози, які у заповітах пожертвували кошти для заснування монастиря.  
Будівництво почалося із закладки першого каменю монсеньйором Хуано м Браво де Ріберо, єпископом Арекіпи. Було завершене 12 червня 1747 року, а наступного дня група черниць переїхала з Санта-Каталіни, щоб заснувати монастир Санта-Роза. У 1752 році Хуан Браво де Ріберо був похований у пребістерії монастиря Санта-Роза, там знаходиться його портрет у натуральну величину.
У 1843 році в Арекіпі спалахнула  революція, яку очолив Мануель Ігнасіо де Віванко проти уряду Агустіна Гамарра. Щоб придушити повстання, Гамарра послав військового міністра Рамона Кастілья воювати проти Віванко. Війська обох каудільйо забарикадувалися на площі Іспанії, тоді як війська Віванко закріпилися у вежі церкви Санта-Марта, війська Кастилії взяли вежу монастиря Санта-Роза. Посеред бою вони побачили хлопця, який ішов уздовж стін монастиря, і  стрілянина закінчилася. Кажуть, що ця дитина врятувала монахинь від  куль, які пролітали всюди. Так народилось поклоніння Дитині Воскресіння 
Монастир Санта-Роза був ареною кривавого протистояння між військами Віванко і Кастільї у рамках громадянської війни 1856–1858 років. На світанку в неділю, 7 березня 1858 року, кастильські війська увірвалися в будівлю, атакуючи траншею, побудовану біля основи церковних стін,  сам храм і склепіння монастиря.   Загинуло три тисячі захисників. 

## Богослужіння монастиря
Кожної великодньої неділі тут проходить невелика процесія, де воскреслий Христос зустрічається з Дівою Марією. Під час процесії Дитя виходить через двері у супроводі всіх чоловіків, присутніх на месі, тоді як Діва заходить через двері церкви на вулиці Сан-Педро  у супроводі всіх присутніх жінок. Обидва образи зустрічаються на перехресті вулиць і разом повертаються до храму на Великодню месу.  
У монастирі Санта-Роза вшановують Господа Ла Сіни, якому приписують чудо, яке дозволило матері Торібії встати з інвалідного візка, в якому вона була прикута до ліжка.